# Season of da Siccness
Season of da Siccness è il secondo album del rapper statunitense Brotha Lynch Hung, pubblicato in CD nel 1995. Viene considerato uno dei migliori album del rapper, per i suoi contenuti ed i suoi testi, considerati grotteschi, ultra violenti e spaventosi.

## Tracce
1. Cusche Break
2. Sicc Made
3. Dead Man
4. Rest in Piss
5. Get da Baby
6. Return of da Baby Killa (feat. Sicx & X-Raided)
7. Locc 2 da Brain (feat. Zigg Zagg, Big Dan, Mr. Doctor & Babe Reg)
8. Q-Ball
9. Liquor Sicc
10. 40 Break
11. Datz Real Gangsta
12. Deep Down (feat. Mr. Doctor)
13. Dead Man Walking
14. 781 Redrum
15. Season of da Siccness (feat. Sicx)
16. Welcome 2 Your Own Death (feat. Babe Reg)
17. Real Loccs
18. Inhale With da Devil

## Collaborazioni
- Mr. Doctor
- Ron Foster
- X-Raided
- Zigg Zagg
- Zoe
- Sick
- Hyst
- Babe Reg